# Candida fennica
Candida fennica är en svampart som först beskrevs av Sonck & Yarrow, och fick sitt nu gällande namn av S.A. Mey. & Ahearn 1983. Candida fennica ingår i släktet Candida, ordningen Saccharomycetales, klassen Saccharomycetes, divisionen sporsäcksvampar och riket svampar.   Inga underarter finns listade i Catalogue of Life.